# Kalaât El Andalous
Kalaât El Andalous (àrab: قلعة الأندلس, Qalʿat al-Andalus) és una ciutat de la governació d'Ariana, a Tunísia, capital de la delegació homònima, a la conca del riu Medjerda. El seu únic monument rellevant és la mesquita amb el seu minaret. Els seus habitants són d'origen andalusí, origen del qual es mostren molt orgullosos. La ciutat té uns 15.000 habitants i la delegació uns 25.000 habitants.

## Economia
La seva economia és agrícola amb producció important de melons.

## Història
A la comarca va estar l'antiga Castra Cornelia del romans, destruïda pels vàndals a la meitat del segle v i despoblada.
El 1608 els germans Alí i Ramdhan, expulsats de Batalyaws (Badajoz) s'hi van instal·lar. Després s'hi van afegir habitants de la zona i altra gent d'origen andalusí. L'historiador Haj Meki Boubaker El Andalousi (1885-1975) va néixer i viure a la ciutat i en va estudiar la història.

## Administració
És el centre de la delegació o mutamadiyya homònima, amb codi geogràfic 12 54 (ISO 3166-2:TN-12), dividida en sis sectors o imades:
- Kalaat El Andalous Est (12 54 51)
- Kalaat El Andalous Ouest (12 54 52)
- Pont de Bizerte (12 54 53)
- Bou Hanach (12 54 54)
- El Hessiane (12 54 55)
- Ennahli (12 54 56)

Al mateix temps, forma una municipalitat o baladiyya (codi geogràfic 12 14) que s'estén pels sis sectors o imades de la delegació o mutamadiyya.